# 蓮町（馬場記念公園前）駅
蓮町（馬場記念公園前）駅（はすまち ばばきねんこうえんまええき）は、富山県富山市蓮町1丁目にある、富山地方鉄道富山港線の駅である。駅番号はC35。

## 歴史
- 1924年（大正13年）7月23日：富岩鉄道富山口駅 - 岩瀬港駅（現在の岩瀬浜駅）間開通と同時に高等学校前駅として開業し、旅客の取扱を開始する[2][3]。
- 1941年（昭和16年）12月1日：富岩鉄道の富山電気鉄道への路線譲渡により同社富岩線の駅となる[4]。
- 1943年（昭和18年）
  - 1月1日：富山電気鉄道の富山地方鉄道への改称により、同社富岩線の駅となる[4]。
  - 6月1日：富山地方鉄道富岩線の国有化により、鉄道省（国鉄）富山港線の駅となり、蓮町駅に改称する[5]。当駅においては旅客及び手荷物の取扱を行い、配達を行わない[5]。
- 1945年（昭和20年）7月6日：専用線発着車扱貨物の取扱を開始する[6]。
- 1949年（昭和24年）2月11日：車扱貨物の取扱を廃止する[7]。
- 1958年（昭和33年）
  - 4月10日：北陸本線富山駅 - 東富山駅間から分岐し、当駅に至る支線において貨物運輸営業を開始する[8]。また、専用線発着車扱貨物の取扱を再開する[9]。
- 1974年（昭和49年）10月1日：旅客、手荷物及び専用線発着車扱貨物を取扱う駅となる[10]。
- 1982年（昭和57年）11月15日：専用線発着車扱貨物の取扱を廃止する[11]。
- 1984年（昭和59年）2月1日：手荷物の取扱を廃止する[12]。
- 1986年（昭和61年）11月1日：当駅 - 東富山駅間の北陸本線支線における貨物運輸営業を廃止する[13]。
- 1987年（昭和62年）4月1日：国鉄分割民営化により、西日本旅客鉄道（JR西日本）の駅となる[3]。
- 2001年（平成13年）3月3日：同日のダイヤ改正を以て無人駅となる[14][15][16]。
- 2006年（平成18年）
  - 3月1日：西日本旅客鉄道（JR西日本）の駅としては廃止となる[4]。
  - 4月29日：富山ライトレールの駅として再開業する[4]。
- 2020年（令和2年）
  - 2月22日：富山ライトレールが富山地方鉄道に吸収合併されることに伴い、再び富山地方鉄道の駅となる[17][18]。
  - 3月21日：蓮町（馬場記念公園前）駅に改称[19]。

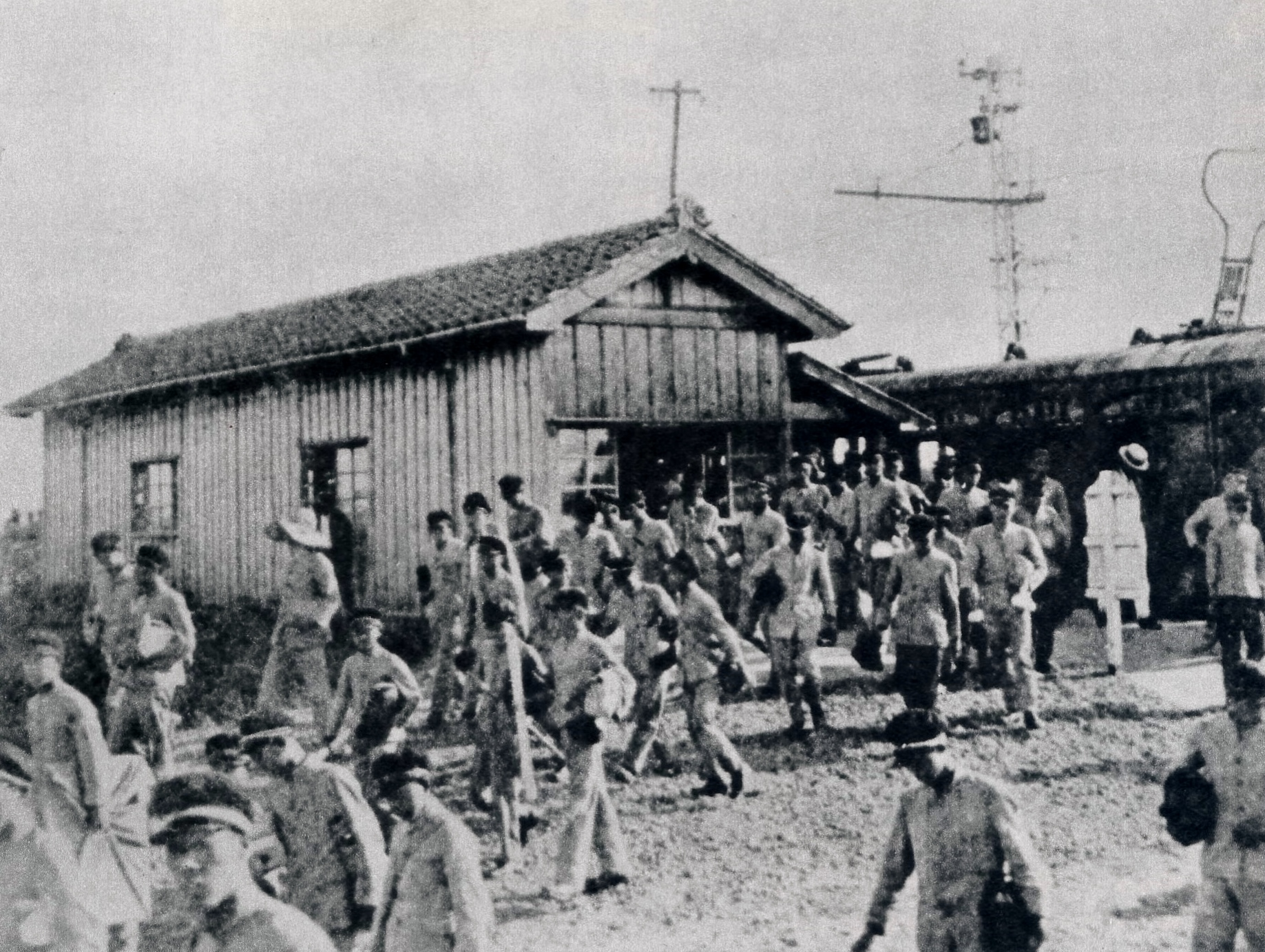
高等学校前駅（昭和初期）
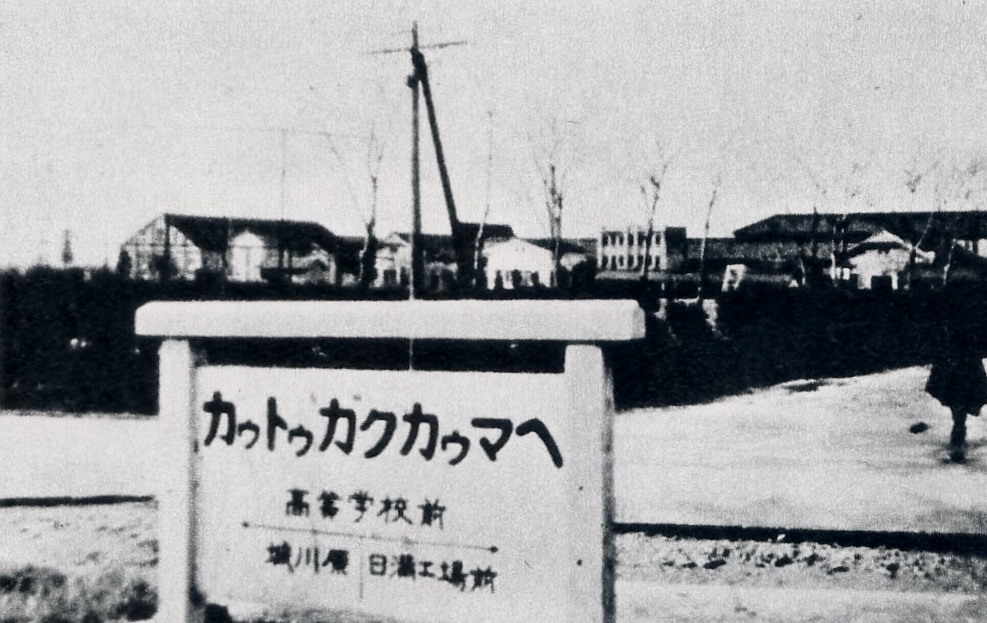
高等学校前駅駅名標
北陸本線富山駅 - 東富山駅間から分岐し当駅に至る貨物支線開業を報ずる新聞

## 駅構造

### LRT化後
千鳥式ホーム2面1線の地上駅であり、蓮町踏切をはさんで上下ホームがある。当駅東側にフィーダーバスの停留所があるので、ホームをはさんで列車のむかいにバスが発着し、乗降客の便宜を図っている。
富山港線の富山ライトレール移管によりホームは低床ホームとなっており、旅客上屋等の設備が設けられている。LRT化後の富山港線の各駅及び各停留場においては、各電停の旅客上屋壁面を「個性化壁」と称して駅周辺の文化や歴史を伝える意匠を施しているが、当駅においては伊東久恵がデザインを手がけ、馬場記念公園（旧制富山高等学校）がモチーフとなったイメージグラフィックが掲出されている。当駅における個性化壁の協賛企業は、富山化学工業である。
2009年（平成21年）2月16日からパークアンドライドを促進するために20台分の駐車場が設けられた。開始当初の利用台数は2台のみであったが、漸次好評を博して2010年（平成22年）時点においては平日の平均利用台数は17.4台にまで増え、その後は利用率が10割を越える状態が続いていたので、富山市は2015年（平成27年）に15台分の駐車場を増設することを決定している。

#### のりば
| のりば | 路線      | 方向 | 行先       |
| ------ | --------- | ---- | ---------- |
| 1      | ■富山港線 | 下り | 岩瀬浜方面 |
| 2      | ■富山港線 | 上り | 富山駅方面 |

※同じ線路を用いるため、「方面別のりば」となっている。

### 普通鉄道当時
片面ホーム1面1線の地上駅であったが、貨物取扱が行われていた時代には広い構内に多数の側線を有し、貨車が留置されていた。また、北陸本線富山駅 - 東富山駅間から当駅には北陸本線の貨物支線が分岐しており、富山操車場から発車した貨車の富山港線各駅に対する振分け作業が当駅操車場にて行われていた。この操車場の設備は貨物取扱の廃止後には不要になったため、日本国有鉄道清算事業団が1994年（平成6年）12月26日までに宅地造成工事を完成させ、その分譲を行うこととなった。
臨時駅であり簡易委託駅となっていた競輪場前駅を除くと、当駅は富山港線唯一の有人駅となっていたが、西日本旅客鉄道は2000年（平成12年）11月15日に旅客減少を理由として2001年（平成13年）3月のダイヤ改正を以て当駅を無人化する方針を表明した。高齢化社会における地域公共交通の役割や高校生の通学になっている等の観点より反対運動が行われたが、2001年（平成13年）3月3日より無人駅となった。

## 貨物取扱

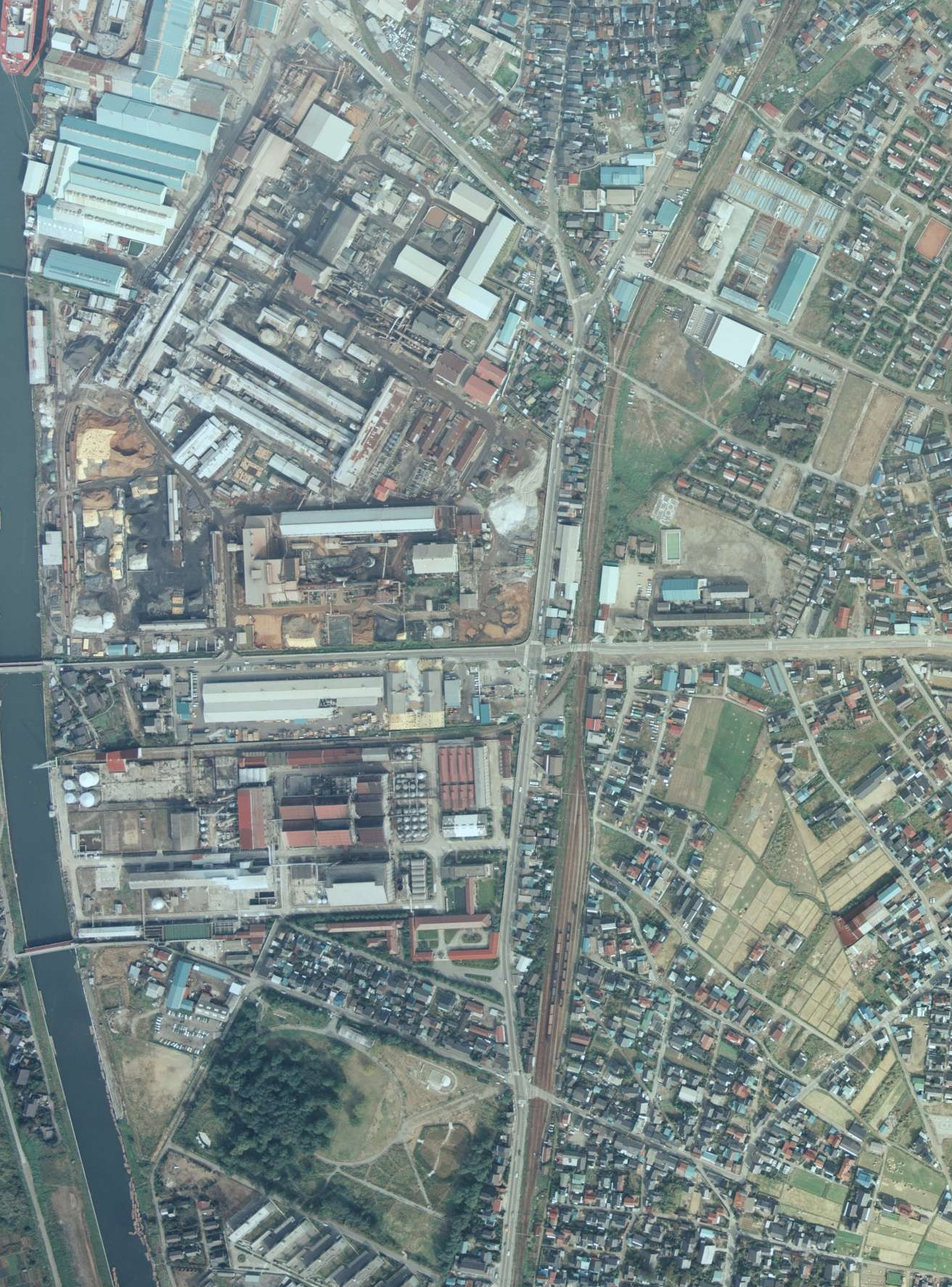
1975年（昭和50年）10月16日撮影の当駅周辺航空写真

当駅においては1945年（昭和20年）7月6日より専用線発着車扱貨物の取扱が開始されたが、1949年（昭和24年）2月11日に一旦廃止された。その後、1958年（昭和33年）4月10日より北陸本線富山駅 - 東富山駅間から分岐し、当駅に至る貨物支線の開業と同時に専用線発着車扱貨物の取扱を再開したが、結局1982年（昭和57年）11月15日に廃止された。また、北陸本線富山駅 - 東富山駅間から分岐し、当駅に至る貨物支線は1986年（昭和61年）11月1日を以て廃止された。
1970年（昭和45年）10月1日現在における当駅接続の専用線は以下の通りであった。
- クラレ線（通運事業者等：日本通運、動力：私有機関車、作業粁程：0.6粁、総延長粁程：1.1粁）
- 小野田セメント線（通運事業者等：富山通運、動力：私有機関車、作業粁程：0.3粁、総延長粁程：1.3粁）

## 利用状況
『富山県統計年鑑』によると、当駅における各年度の一日平均乗車人員は以下の通りであった。
| 年度               | 一日平均 乗車人員 |
| ------------------ | ----------------- |
| 2005年（平成17年） | 488               |
| 2004年（平成16年） | 483               |
| 2003年（平成15年） | 488               |
| 2002年（平成14年） | 505               |
| 2001年（平成13年） | 565               |
| 2000年（平成12年） | 682               |
| 1999年（平成11年） | 708               |
| 1998年（平成10年） | 748               |
| 1997年（平成9年）  | 793               |

## 駅周辺
- 馬場記念公園（別称：蓮町公園）
- 富山県岩瀬スポーツ公園
- 富士フイルム富山化学富山第二工場
- 富山住宅工業本社・工場
- 蓮町簡易郵便局
- 富山市立岩瀬中学校
- 富山県立富山北部高等学校
- 富山中央警察署富山北幹部交番
- 国道415号
- 富山県道1号富山魚津線
- 富山県道30号富山港線
- 富山県道177号蓮町新庄線
- 神通川
  - 萩浦橋
- 富岩運河
- 住友運河

## バス路線
2006年（平成18年）4月29日より富山ライトレール富山港線の移管開業に合わせ、当駅からはフィーダーバスと称する富山ライトレールの自動車線が四方・草島方面に向けて運行されている。元々富山地方鉄道は富山港線に並行する形で乗合自動車を運行していたが、同社は富山ライトレール富山港線の開業によりこれを廃止し、富山ライトレールよりその自動車線の運行を受託して運行を行っている。同自動車線は2006年（平成18年）8月28日から金山新方面を経由し、朝夕は富山市立和合中学校を経由するルートに変更され、走行距離は7.2粁にして運行時間は18分から21分を要していたが、旅客より時間がかかり過ぎると不評であったので、2007年（平成19年）3月からは金山新方面経由を廃止し、走行距離は4.4粁に短縮された。
フィーダーバスの大人運賃は現金を以て支払う場合は一律200円であるが、ICカード乗車券たるPasscaないしecomycaによって大人運賃を支払う場合は一律180円である。ただし、ICカード乗車券たるPasscaないしecomycaを使用して富山ライトレール富山港線の列車とフィーダーバスを乗継ぐ場合、乗継ぎ先の列車あるいはフィーダーバスの大人運賃は100円となり、従って列車及びフィーダーバスの合計運賃は280円となる。

## 隣の駅
富山地方鉄道
■富山港線
犬島新町駅 (C34)- 蓮町（馬場記念公園前）駅 (C35) - 萩浦小学校前駅 (C36)